# Budynek przy Szosie Bydgoskiej 5 w Toruniu
Budynek przy Szosie Bydgoskiej 5 w Toruniu – dawna leśniczówka pomocnicza, znajdujący się przy ul. Szosa Bydgoska 5.
Budynek zbudowano w 1890 roku. Na przestrzeni lat został przebudowany i rozbudowany. Figuruje w gminnej ewidencji zabytków (nr 1241).